# Anthonome d'hiver du poirier
Anthonomus piri
Espèce
L'anthonome d'hiver du poirier (Anthonomus piri) est une espèce d’insectes coléoptères de la famille des Curculionidae originaire d'Asie centrale et de Turquie. En Europe, il réside principalement dans les régions situées au sud de la Loire.

## Biologie
Avec l'arrivée tardive de l'hiver, en décembre, ces insectes se reproduisent dans l'écorce de l'arbre, ce qui produit une explosion des naissances au sein même de l'arbre, ce qui l'épuise.

## Traitement
La seule parade efficace est de râper le plus gros de l'écorce du tronc et des branches charpentières (sans blesser l'arbre) puis de badigeonner copieusement de blanc de chaux (chaux vive éteinte dans l'eau puis filtrée que l'on trouve en jardinerie) afin d'éliminer les ravageurs. Recommencer tous les ans pour protéger l'arbre devenu fragile sans écorce.

## Taxonomie
Synonymie :
- Anthonomus cinctus L. Redtenbacher, 1858
- Anthonomus pyri Boheman, 1843.